# Buddy Terry
Buddy Terry (* 30. Januar 1941 in Newark, New Jersey; † 29. November 2019 in Maplewood) war ein amerikanischer Jazz- und Studiomusiker (Tenor- und Altsaxophon, gelegentlich auch Sopransaxophon und Flöte).

## Biografie
Im Alter von zwölf Jahren begann Terry, Klarinette spielen zu lernen, um zwei Jahre später zum Tenorsaxophon zu wechseln. Bereits als Jugendlicher jammte er in Jazz-Clubs seiner Heimatstadt und trat mit einigen regionalen Big Bands auf.
Als professioneller Musiker kam es später zur Zusammenarbeit mit Größen wie Dizzy Gillespie, Ray Charles, Lionel Hampton, Horace Silver, Art Blakey, Gil Evans, Charles Mingus, Jimmy McGriff, Joe Morello, Sy Oliver und Thad Jones/Mel Lewis Orchestra. Außerdem war er Mitglied im Duke Ellington Orchestra, spielte im Orchester der Broadway-Revue Sophisticated Ladies und in der ursprünglichen Band der NBC-Show Saturday Night Live.
Terry veröffentlichte einige Alben unter eigenem Namen. Seine Tonträger erschienen in den 1960er Jahren beim Label Prestige Records und in den 1970er Jahren bei Mainstream Records. Er lebte bis zu seinem Tod in seiner Geburtsstadt Newark. Im Bereich des Jazz war er zwischen 1966 und 2005 an 28 Aufnahmesessions beteiligt, u. a. mit Freddie Roach, Harold Mabern, Alphonse Mouzon und Groove Holmes. Terry starb im Alter von 78 Jahren an den Folgen eines Schlaganfalls.

## Diskografische Hinweise

### Alben
- 1967: Electric Soul (mit Jimmy Owens, Harold Mabern, Ron Carter, Freddie Waits)
- 1968: Natural Soul (u. a. mit Larry Young, Woody Shaw)
- 1971: Awareness (u. a. mit Cecil Bridgewater, Stanley Cowell, Buster Williams, Victor Gaskin, Mtume)
- 1972: Lean on Him (mit Charita Bond, Larry Willis, Ernie Hayes, Jay Berliner, Dud Bascomb, Bernard Purdie, Lawrence Killian, Dee Dee Bridgewater, Alphonse Mouzon)
- 1972: Pure Dynamite (mit Woody Shaw, Eddie Henderson, Kenny Barron, Joanne Brackeen, Stanley Clarke, Buster Williams, Billy Hart, Lenny White)
- 1974: Jazz (mit Harold Land, Bobby Hutcherson, Blue Mitchell, Joe Sample, Stanley Clarke, Freddy Robinson, Hadley Caliman, Woody Shaw und Eddie Henderson)

### Single
- 1967: A Natural Woman / Natural Soul